# Виньоль (Кот-д’Ор)
Виньо́ль (фр. Vignoles) — коммуна во Франции, находится в регионе Бургундия. Департамент коммуны — Кот-д’Ор. Входит в состав кантона Бон-Юг. Округ коммуны — Бон.
Код INSEE коммуны — 21684.

## Население
Население коммуны на 2010 год составляло 851 человек.
| 1962 | 1968 | 1975 | 1982 | 1990 | 1999 | 2010 |
| ---- | ---- | ---- | ---- | ---- | ---- | ---- |
| 268  | 276  | 309  | 411  | 552  | 728  | 851  |

## Экономика
В 2010 году среди 554 человек трудоспособного возраста (15—64 лет) 419 были экономически активными, 135 — неактивными (показатель активности — 75,6 %, в 1999 году было 75,2 %). Из 419 активных жителей работали 396 человек (202 мужчины и 194 женщины), безработных было 23 (12 мужчин и 11 женщин). Среди 135 неактивных 48 человек были учениками или студентами, 59 — пенсионерами, 28 были неактивными по другим причинам.